# الوی سینروو
الوی سینروو (انگلیسی: Elvi Sinervo; ۴ مهٔ ۱۹۱۲ – ۲۸ اوت ۱۹۸۶) مؤلف (پدیدآور)، نویسنده، و شاعر اهل فنلاند بود.
وی همچنین برندهٔ جوایزی همچون جایزه اینو لینو شده‌است.